# Valmunster
Valmunster (Duits:  Walmünster ) is een gemeente in het Franse departement Moselle (regio Grand Est) en telt 91 inwoners (2009). De plaats maakt deel uit van het arrondissement Forbach-Boulay-Moselle.

## Geografie
De oppervlakte van Valmunster bedraagt 3,1 km², de bevolkingsdichtheid is dus 29,4 inwoners per km².
De onderstaande kaart toont de ligging van Valmunster met de belangrijkste infrastructuur en aangrenzende gemeenten.

## Demografie
Onderstaande figuur toont het verloop van het inwonertal (bron: INSEE-tellingen).